# Al-Murabitun
al-Murābiṭūn (in arabo ﺍﻟﻤﺮﺍﺑﻄﻮﻥ‎?) è stato un gruppo militante gihadista attivo nell'Africa Occidentale e formato nell'agosto 2013 dalla fusione tra altri due gruppi gihadisti. Capo dell'al-Murābiṭūn è l'algerino Mokhtar Belmokhtar, fedele alle direttive strategiche di Ayman al-Zawāhirī, massimo esponente di al-Qāʿida dopo la morte di Osāma bin Lāden.
In precedenza Belmokhtar comandava una sua brigata nota come al-Mulaththamīn, "Inturbantati, Velati", dal termine arabo lithām, "velo", che gli Almoravidi usavano per coprire il proprio volto.
Il 2 marzo 2017 le cellule al-Murābiṭūn del Mali, insieme a Ansar Dine, al Fronte di Liberazione Macina e alla branca sahariana di al-Qāʿida nel Maghreb islamico, sono entrate nella Jamaʿat Naṣr al-Islām wa-l-muslimīn, la branca ufficiale di al-Qāʿida in Mali, dopo che il suo leader aveva stretto alleanza con Ayman al-Zawahiri.

## Composizione e aree di attività

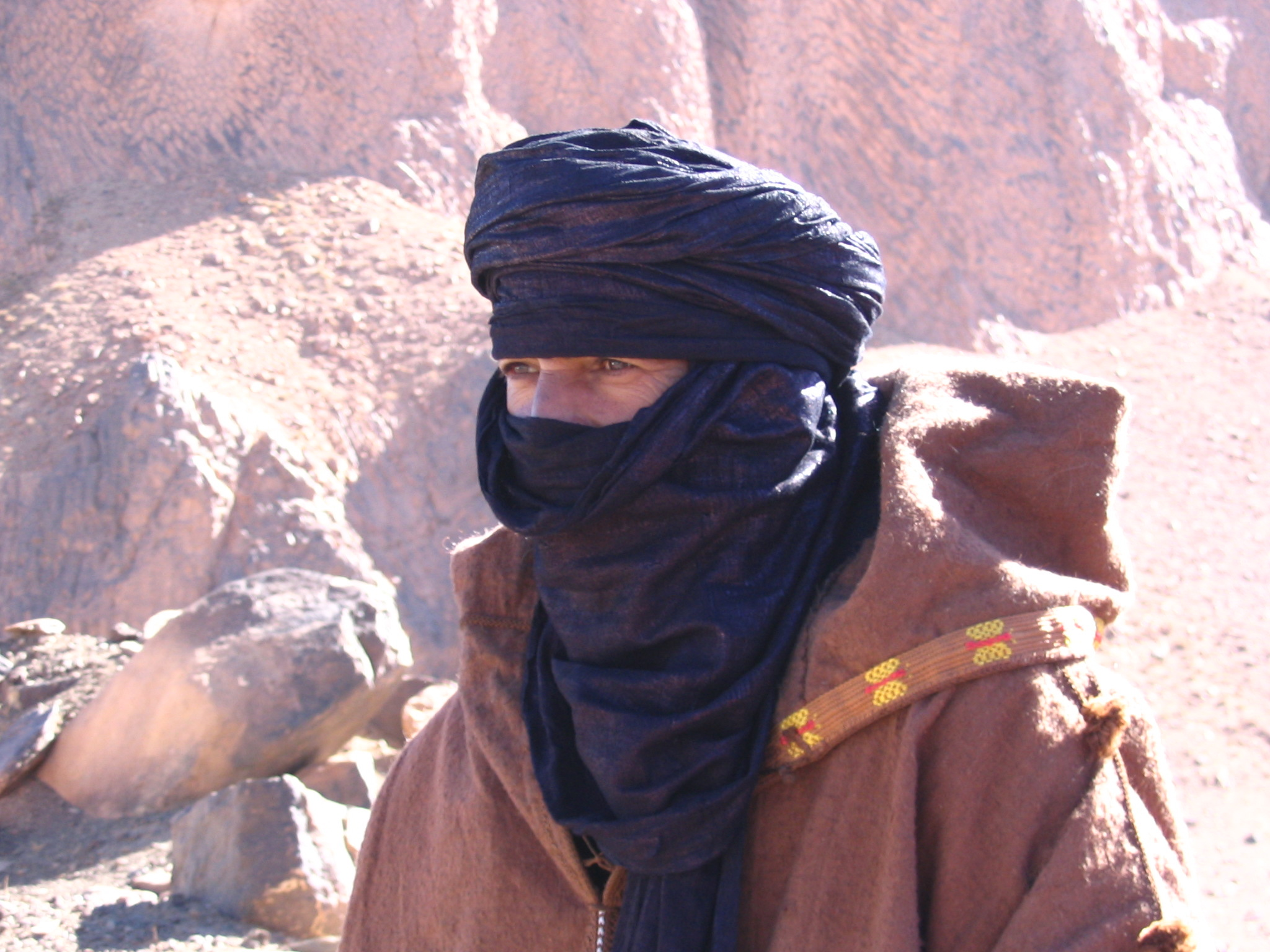
La Tagelmust: termine tuareg per indicare l'arabo lithām

Gli al-Murābiṭūn sono composti prevalentemente da Tuareg e Arabi delle regioni settentrionali del Mali - Timbuktu, Kidal e Gao - sono attivi in città quali Tessalit e Ansongo e nelle aree a nord del Niger. Ne fanno tra gli altri parte algerini e tunisini.

Una parte dei militanti è legata finanziariamente al traffico di stupefacenti. L'organizzazione dispone del pari di contatti in Tunisia, in Libia, in Sudan e in Egitto col gruppo dei "Partigiani della Sacra Magione", e in Nigeria con Boko Haram.
Nel marzo del 2015, il ricercatore e giornalista mauritano Lamine Ould Mohammed Salem stimava che il gruppo contasse dai 500 ai 600 militanti.

## Organizzazione
Il movimento - che si definisce "salafita-gihadista" (in arabo السلفية الجهادية‎?, al-salafiyya al-jihādiyya) - disponeva al momento della sua nascita di circa 300 uomini, divisi in tre katība (battaglione). L'antica unità di Belmokhtar, la katība al-Mulaththamīn (in arabo الملثمون‎?, al-Mulaththamūn, "gli Inturbantati") è diretta dal suo braccio destro Omar Ould Hamaha.. Ahmed al-Tilemsi, per parte sua, è il capo della katība Osāma Bin Lāden Il gruppo non è organizzato secondo una logica gerarchica piramidale: è diretto da una Shūra (Consiglio), che ha funzioni consultive, in cui sono presenti diversi componenti.
Il 13 maggio 2015, in un comunicato a firma dell'"Emiro" Adnane Abou Walid Al-Sahraoui, al-Murābiṭūn annuncia la sua alleanza con Da'esh. Tuttavia questo atto è deciso da una sola delle due componenti degli al-Murābiṭūn, quella del Movimento per l'Unicità e il Jihad nell'Africa Occidentale (MUJAO), e non coinvolge i Firmatari col sangue (in arabo الموقعون بالدم‎?, al-Mawqiʿūn bi-l-dam) di Mokhtar Belmokhtar. 

Due giorni dopo, quest'ultimo smentisce l'alleanza di al-Murābiṭūn con Da'esh e dichiara che il comunicato di Al-Sahraoui (al-Ṣahrāwī) non emana dal Consiglio della Shūra. Belmokhtar rinnova in un passaggio della dichiarazione la sua fedeltà ad Ayman al-Zawahiri.
Il 18 maggio, in un nuovo messaggio, Al-Sahraoui conferma invece la sua fedeltà a Da'esh. Il suo portavoce afferma che Al-Sahraoui è stato designato "Emiro" dai membri del Consiglio della Shūra dell'Azawad: cosa smentita dal portavoce di Belmokhtar, che accusa Al-Sahraoui di essersi autoproclamato Emiro.
Il 21 luglio 2015, al-Murābiṭūn annuncia che Mokhtar Belmokhtar è il suo Emiro e per la prima volta il gruppo si presenta come «al-Qāʿida nell'Africa Occidentale» e annuncia la destituzione di Adnane Abou Walid Al-Sahraoui (Adnān Abū Walīd al-Ṣahrāwī), riafferma la sua fedeltà ad al-Qāʿida, evitando con la sua nuova denominazione di creare confusione con un gruppo omonimo pro-al-Qāʿida, scissosi dalla branca egiziana di Da'esh nel Sinai. Il gruppo firma da allora quindi i suoi comunicati come «al-Murābiṭūn-Base (al-Qāʿida) del Jihad in Africa Occidentale».

## Azioni terroristiche
Il 16 gennaio del 2013, 29 terroristi guidati da Belmokhtar sequestrarono oltre 800 persone di diverse nazionalità nell'impianto di estrazione del gas di Tigantourine, vicino ad In Aménas, nell'est dell'Algeria. 38 ostaggi vennero uccisi dai terroristi e centinaia vennero feriti.
Nella notte tra il 13 e il 14 novembre 2013, a 200 km a ovest di Tessalit, un pick-up è sorpreso nel deserto dalle truppe francesi. Tre gihadisti sono uccisi, tra cui El-Hassen Ould Khalil, detto Jouleibib, luogotenente di Belmokhtar e antico portavoce dei Firmatari col sangue. Undici gihadisti sono uccisi nella notte tra il 4 e il 5 marzo 2014, in occasione del bombardamento dell'Ametettaï. Omar Ould Hamaha figurerebbe tra i morti.
Verso la fine del 2013 e l'inizio del 2014, Mokhtar Belmokhtar sarebbe stato attivo soprattutto nel sud-ovest della Libia, dove avrebbe tentato di avvicinarsi ai gihadisti di Anṣār al-Sharīʿa.
L'identità del comandante in capo di al-Murābiṭūn rimane a lungo sconosciuta, ma a metà del mese di aprile 2014, Abu Bakr al-Nasr, detto «l'Egiziano» è ucciso delle forze armate francesi. Secondo fonti militari del Mali, sarebbe morto nella notte tra il 10 e l'11 aprile, in occasione di un'operazione condotta tra Kidal e Timbuctù, a sud di Timetrin, in cui i combattimenti avrebbero fatto almeno sette morti tra i gihadisti. In maggio, le autorità francesi dichiarano che Abu Bakr al-Nasr era stato il capo del movimento.
Nell'aprile del 2014, Mokhtar Belmokhtar pubblica un comunicato in cui rinnova la sua fedeltà ad Ayman al-Zawahiri, "Emiro" di al-Qāʿida, la cui autorità era stata messa in dubbio in Siria in seguito alla comparsa di Da'esh (il cosiddetto Stato Islamico).
Il 17 luglio 2014, Abū ʿĀṣim al-Muhājir, incaricato delle comunicazione di al-Murābiṭūn, rivendica un attacco suicida perpetrato tre giorni prima contro una pattuglia delle forze armate francesi vicino ad Almoustarat. Sette soldati francesi sarebbero stati feriti nell'attentato, di cui uno a morte e altri due in modo grave.
La notte tra il 10 e l'11 dicembre 2014, Ahmed al-Tilemsi e sei dei suoi uomini furono uccisi, tre altri fatti prigionieri in un combattimento presso Tabankort contro le forze speciali francesi.
Il 26 gennaio 2015, a Bamako, il generale maliano Mohamed Abderrahmane Ould Meydou sfugge a un tentativo di assassinio condotto da due uomini armati, pur rimanendo ferito dai colpi. Al-Murābiṭūn rivendica l'attacco il 7 marzo.
Il 7 marzo 2015, al-Murābiṭūn rivendica un attentato commesso il giorno prima a Bamako, in cui un commando di due uomini apre il fuoco in un bar-ristorante-locale notturno, uccidendo cinque persone - tre maliani, un francese e un belga, facendo anche vari feriti. Il movimento afferma di aver condotto questo attacco per vendicare la morte di Ahmed al-Tilemsi. ·  Uno degli attentatori è individuato dalla polizia maliana, e ucciso a Bamako il mattino del 13 marzo, in un attacco che produce quattro feriti tra i poliziotti. · 
Il 20 novembre 2015, il gruppo rivendica l'attentato al Radisson Blu di Bamako che ha causato non meno di 21 morti nella capitale del Mali.
Il 15 gennaio del 2016, al-Murābiṭūn si rende protagonista di un nuovo attacco, questa volta in Burkina Faso nella capitale Ouagadougou, a un hotel e a un locale italiano, provocando 30 morti (tra cui un bambino italiano, figlio del proprietario del locale) e 56 feriti.
Il 13 marzo del 2016, tre terroristi di al-Murābiṭūn hanno attaccato una spiaggia e un hotel in Costa d'Avorio, provocando 19 morti e 33 feriti.